# Фолликулит
Фолликули́т (лат. folliculitis) — это воспаление одного или нескольких волосяных фолликулов. Это состояние может возникнуть в любом месте на покрытой волосами коже. Сыпь может проявляться в виде прыщей, которые доходят до белых кончиков на лице, груди, спине, руках, ногах, ягодицах или голове.

## Причины заболевания
Поверхностный бактериальный фолликулит — наиболее распространенная форма фолликулита, именно это состояние обычно вызывается бактериями  Staphylococcus aureus. Занесению инфекции часто способствует несоблюдение личной гигиены, трение кожи об одежду, рассечение кожи при зуде, неправильное наложение компрессов и т.п.
Факторы, провоцирующие развитие:
- бритье бороды, подмышечных впадин, ног, механическая депиляция (выщипывание, депиляция воском, шугаринг). Микротравмы кожи являются «входными воротами» для инфекции;
- опрелости кожи в кожных складках (в подмышечных впадинах, в промежности, под молочными железами), под повязками, под одеждой, особенно в условиях жаркого и влажного климата. Ускоряется рост патогенных микроорганизмов;
- местное применение кортикостероидных препаратов (кремов, мазей);
- наличие сахарного диабета, лечение иммунодепрессантами и другие иммуносупрессивные состояния[3].

## Клиническая картина
В начале на коже появляется небольшое красное пятно или узелок вокруг волоска, из которого образуется гнойничок, наполненный желтовато-зелёным гноем. Гнойничок вскрывается или подсыхает. Нередко он может охватывать большие участки и переходить в фурункул. Особенно опасно это заболевание у новорождённых.
Виды:
Остиофолликулит характеризуется мелкими фолликулярными поверхностно расположенными конусовидными пустулами с гнойными головками. Локализуются гнойнички в области сально–волосяных фолликулов, пронизаны волоском. Локализуются высыпания на лице, туловище, конечностях. Через 3–5 дней содержимое пустул ссыхается в корочки, которые отпадают, не оставляя следа.
Фолликулит поверхностный отличается лишь несколько большими размерами (0,5–0,7 см в диаметре) и глубиной поражения (захватывает до 2/3 волосяного фолликула). Пустула напряженная, её покрышка плотная, гной густой, желтовато–зеленого цвета. В местах высыпаний отмечается нерезкая болезненность, которая исчезает после вскрытия пустул и отделения гноя. Общее состояние не страдает.
Фолликулит глубокий характеризуется гнойничками больших размеров (1–1,5 см в диаметре), захватывающими полностью волосяной фолликул. Высыпания  болезненные. При распространенном процессе ухудшается общее состояние: возникают субфебрильная и фебрильная лихорадка, головные боли, в крови отмечаются лейкоцитоз и ускоренная СОЭ.
Сикоз вульгарный — хронический гнойничковый процесс, характеризующийся воспалением волосяных фолликулов области бороды и усов, реже других зон (область лобка и др.).

## Лечение
Лечение — протирание кожи вокруг гнойничков 2%-ным салициловым или камфорным спиртом и смазывание их 2%-ным раствором бриллиантового зелёного или метиленового синего. Приём антибиотиков показан при хроническом течении фолликулита, распространенном процессе, воспалении регионарных лимфатических узлов, недостаточной эффективности местного лечения. В некоторых случаях необходимо вскрытие гнойничка и удаление гноя.

## Осложнения
Прогрессирование до более тяжелого состояния кожи, такого как целлюлит или абсцесс.